# روابط بریتانیا و زیمبابوه
روابط بریتانیا و زیمبابوه روابط خارجی بین بریتانیا و زیمبابوه است. بریتانیا در هراره پایتخت زیمبابوه سفارتخانه دارد و جمهوری زیمبابوه نیز در لندن سفارت دارد. 
در سال ۲۰۲۳ تعداد ۴۹۲ شرکت انگلیسی در کشور زیمبابوه حضور داشتند.

روابط بین بریتانیا و زیمبابوه در دو دهه مستقیماً پس از استقلال، نزدیک و دوستانه بود، زیرا تعداد زیادی از مهاجران سفیدپوست از تبار بریتانیا در این کشور ماندند (اگرچه برخی مهاجرت‌ها وجود داشت، اما خیلی مهم نبود) و به خدمت در امور مهم در سیاست، تجارت، رسانه، حقوق و به ویژه کشاورزی ادامه دادند. بریتانیا و زیمبابوه در سطوح مختلف با یکدیگر همکاری کردند و روابط بین رابرت موگابه و مارگارت تاچر ظاهراً نزدیک بود. این دوره قوی روابط تقریباً ۲۰ سال به طول انجامید تا اینکه تونی بلر بودجه بریتانیا را برای اصلاحات ارضی در کشور پس گرفت، سیاستی که بلر با آن مخالف بود. این، همراه با محکومیت شدید دولت بریتانیا از نقض حقوق بشر مختلف توسط موگابه علیه گروه های مخالف، منجر به فروپاشی شدید روابط بین دو کشور شد. موگابه اقدام به اخراج دسته جمعی مالکان سفیدپوست از مزارع خود کرد که مستقیماً به فروپاشی اقتصاد زیمبابوه، عرضه ملی غذا و صادرات کشاورزی منجر شد. متعاقب آن، مهاجرت دسته جمعی از زیمبابوه‌های سفید طبقه متوسط به بالا از کشور، با بسیاری از افراد دارای تحصیلات عالی و کار در زمینه‌هایی مانند قانون و آموزش بود. بسیاری از آنها به دلیل فرهنگ بریتانیایی و پیوندهای اجدادی خود به بریتانیا گریختند. پس از کودتا علیه موگابه به دلیل شکست گسترده اقتصادی و ظلم، امرسون منانگاگوا به عنوان رئیس جمهور زیمبابوه انتخاب شد و با سفیدپوستانی که در دوران ریاست جمهوری موگابه کشور را ترک کرده بودند، ارتباط گرفت. او قول داد که تمام زمین های تصرف شده بازسازی شود و غرامت مالی قابل توجهی برای از دست دادن زمین داده شود، منانگاگوا همچنین پیشنهاد داد برای هرکسی که مایل به بازگشت و کشاورزی در کشور باشد، در تلاش برای بازسازی مزارع و تولید صنایع غذایی در زیمبابوه، هزینه ای بپردازد. با توجه به این موضوع، روابط بین بریتانیا و زیمبابوه در زمان منانگاگوا به آرامی در حال بهبود است و این کشور پس از خروج در سال 2003 در سال 2018 درخواست پیوستن مجدد به کشورهای مشترک المنافع را داد.

## روابط اقتصادی
از ۱۴ مه ۲۰۱۲ تا ۳۰ دسامبر ۲۰۲۰، تجارت بین زیمبابوه و بریتانیا توسط توافقنامه مشارکت اقتصادی شرق و جنوب آفریقا و اتحادیه اروپا اداره می شد، در حالی که بریتانیا عضو اتحادیه اروپا بود. پس از خروج بریتانیا از اتحادیه اروپا، بریتانیا و کشورهای «شرق و جنوب آفریقا» در ۳۱ ژانویه ۲۰۱۹ توافقنامه تجارت تداومی را بر اساس توافقنامه تجارت آزاد اتحادیه اروپا امضا کردند. این توافق در ۱ ژانویه ۲۰۲۱ لازم‌الاجرا شد. ارزش تجارت بین کشورهای آفریقای شرقی و جنوبی و بریتانیا در سال ۲۰۲۲ به ارزش ۱۹۲۲ میلیون پوند بود.
در سال ۲۰۲۳ تعداد ۴۹۲ شرکت انگلیسی در زیمباوه حضور داشتند.